# Сызранский мост
Сызранский мост (также Александровский мост) — железнодорожный мост через Волгу в Самарской области между городом Октябрьском (правый берег) и селом Обшаровкой (левый берег) на железнодорожной магистрали Москва — Сызрань — Самара.

## История

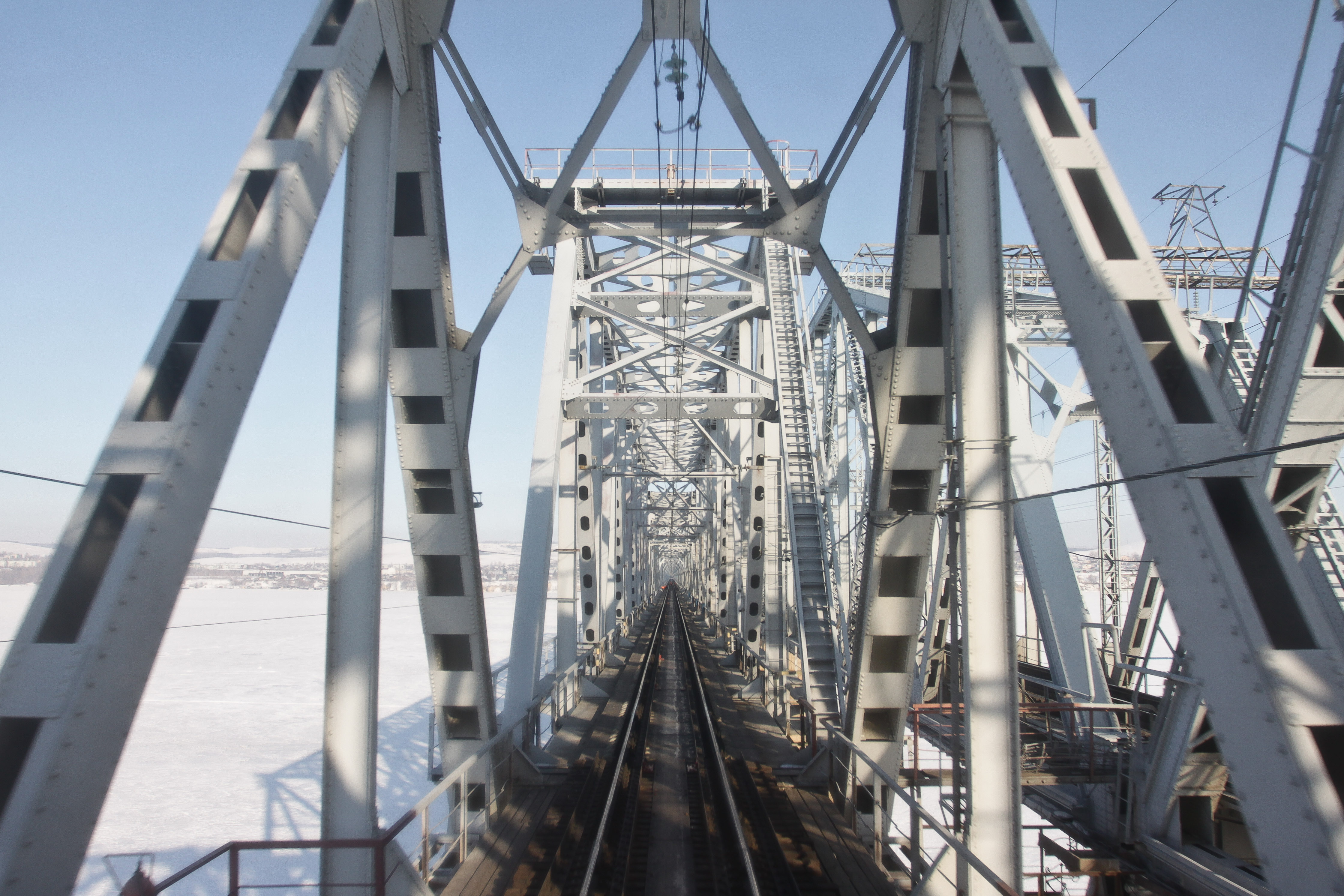
Сызранский (Александровский) мост в феврале 2012 года

Строительство моста было начато 17 августа 1876 года. Открыт 30 августа 1880 года, на момент открытия являлся самым длинным мостом Европы (1485 м, 13 пролётов) и первым железнодорожным мостовым переходом через Волгу в её среднем и нижнем течении.
Построен по проекту Н. А. Белелюбского, у с. Новые Костычи,  на проложенном в 1877 году участке Батраки-Оренбургской железной дороги, по линии: Сызрань-Самара (до этого действовала паромная переправа). На момент постройки моста, ширина Волги, в местности проведения работ, при низком горизонте воды, составляла: 1 версту 50 саженей (1173,48м). Глубина: 6 саженей (12,8м). Высота воды, во время весеннего разлива Волги, достигала 14 саженей (29,87м). Руководил строительством инженер Березин В. И., под началом которого трудилось около 2500 человек. Опоры возводились под руководством инженеров Рейнера и Кнорре. За сборку моста отвечал инженер Константин Яковлевич Михайловский. В реализации проекта были заняты свыше 2500 рабочих и около 100 служащих и инженерно-технических специалистов. Железные фермы моста были изготовлены в Бельгии. Для каменных построек, использовался известняк из Жигулёвских Гор. Гранит, для облицовки ледорезов, доставляли из Финляндии. 
Строительство, по ценам того времени, обошлось в 7 миллионов 22 тысячи 698 рублей.
В 1918 году два пролёта моста были взорваны отступающими частями сторонников Комуча.
В 1949 году было принято решение о создании второго пути на мосту, строительство которого закончилось в 1957 году.
В 1980 году в мост врезался танкер «Волгонефть 268», однако повреждения моста не оказались серьёзными.
В 2004 году была завершена реконструкция моста, в ходе которой были заменены пролётные строения.
27 августа 2010 года по случаю 130-летия со дня открытия движения у моста была открыта памятная стела.

### Название
Первоначально назывался Александровским — т.к. его открытие состоялось 30 августа, в день тезоименитства Государя Императора Александра II. После революции переименован в Сызранский. После распада СССР мосту было возвращено прежнее название, однако и «новое» осталось. Таким образом мост имеет два названия (Александровский, Сызранский).

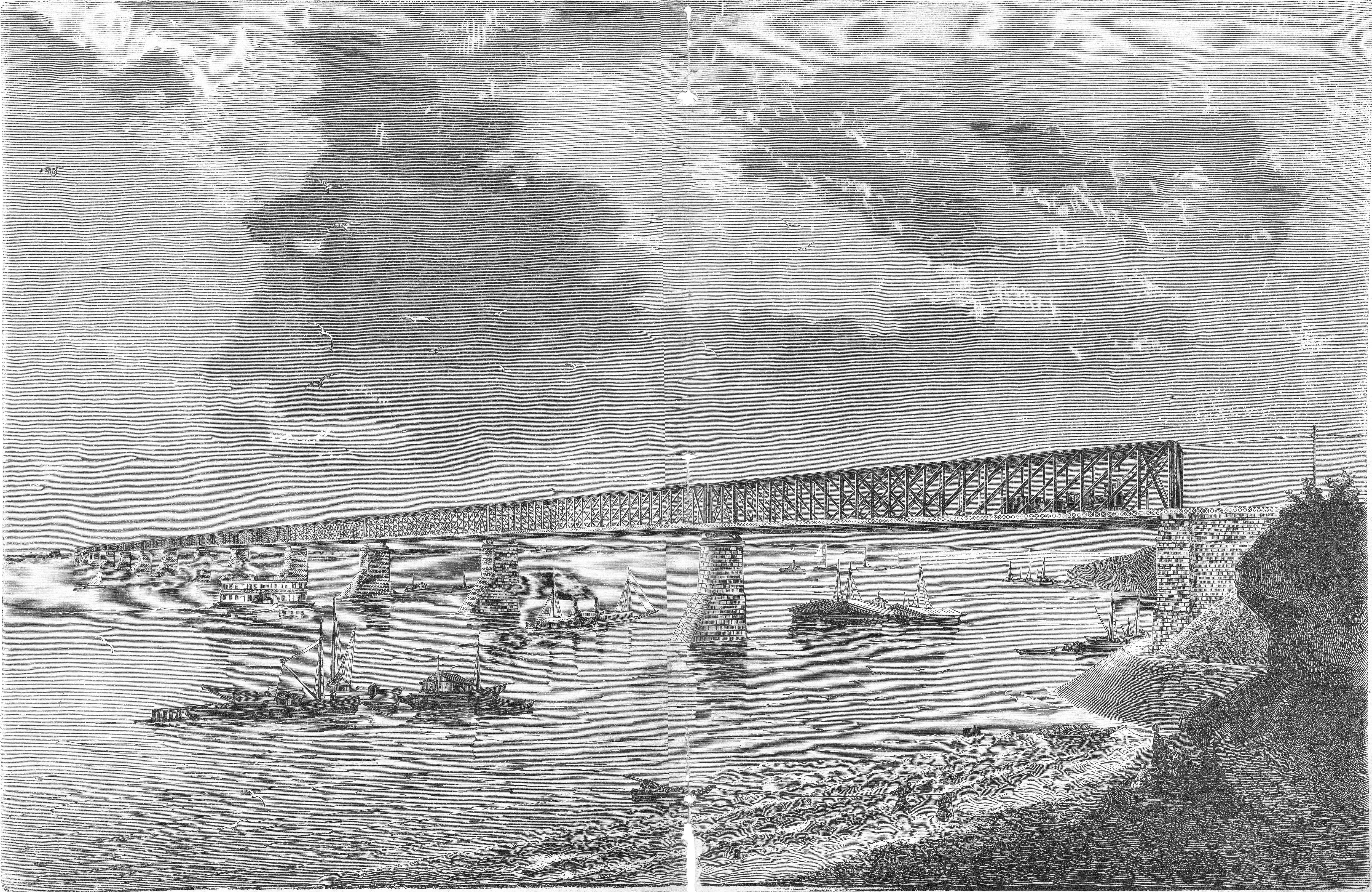
Александровский мост после открытия в 1880 году
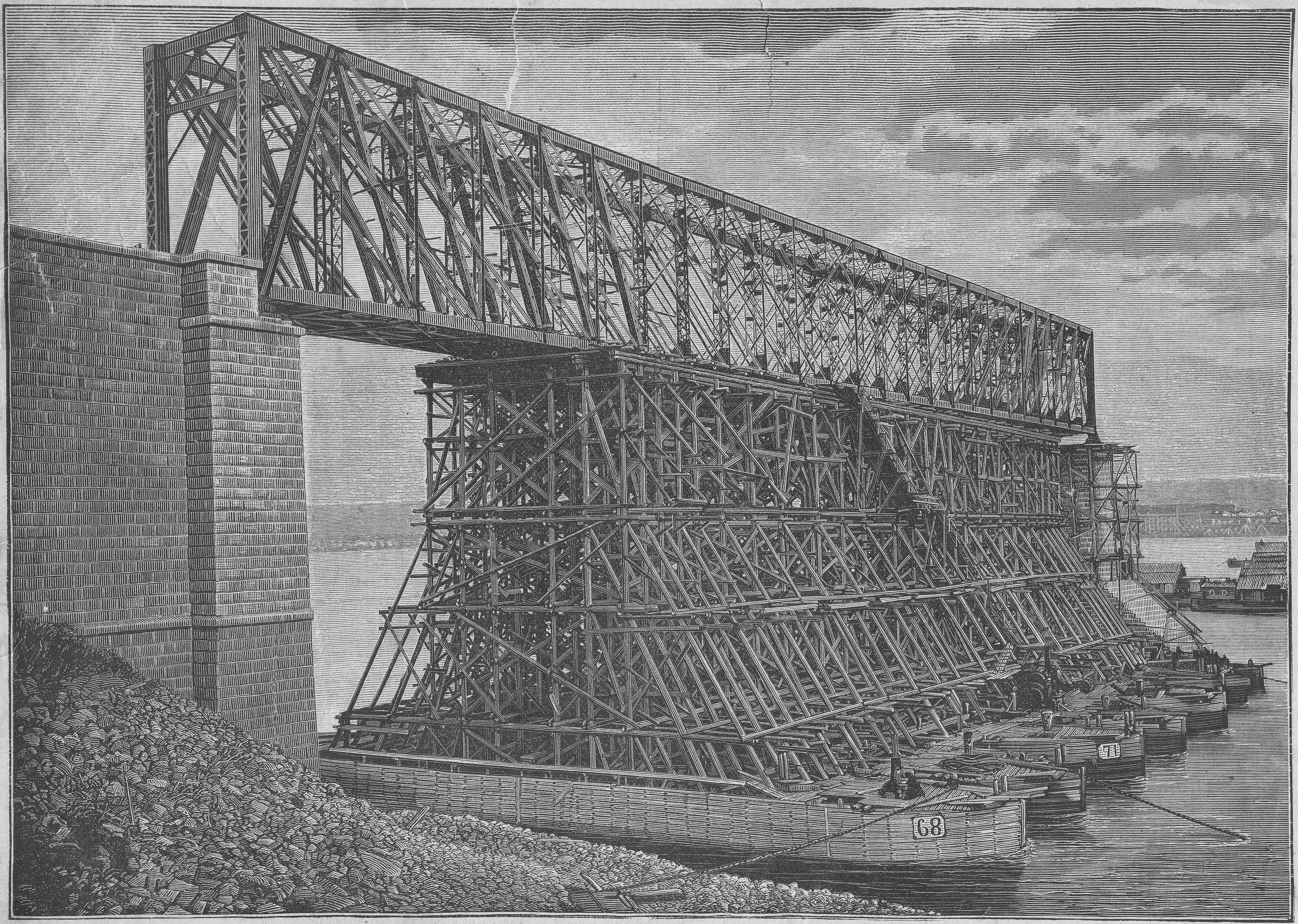
Установка первого пролёта моста
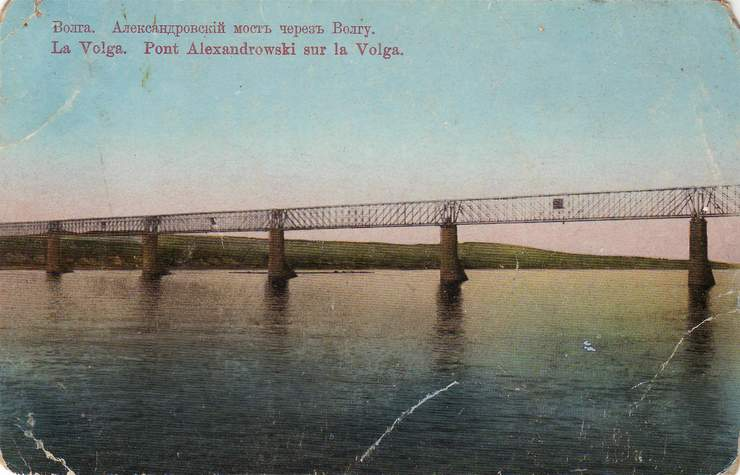
Открытка Российской империи